# North Branch (Minnesota)
North Branch è una città degli Stati Uniti d'America, situata in Minnesota, nella Contea di Chisago.